# Фурманово (Калининградская область)
Фурманово  (нем. Stannaitschen (до 1938), Zweilinden (1938—1946)— посёлок в Гусевском городском округе Калининградской области.

## Власть
Входит в состав Гусевского городского поселения.

## Население
| 1910 | 1933 | 1939 | 2002 | 2010 |
| ---- | ---- | ---- | ---- | ---- |
| 637  | ↘585 | ↗669 | ↗731 | ↘723 |

## История
В 1938 году Штаннайчен был переименован в Цвайлинден.
20 января 1945 года воины 221-го стрелкового полка 61-й стрелковой дивизии 28-й армии овладели укрепленным пунктом Цвайлинден.
В 1946 году Цвайлинден был переименован в посёлок Фурманово.